# László Lukács
László Lukács (n. 24 noiembrie 1850, Zlatna, România – d. 23 februarie 1932, Budapesta, Regatul Ungariei) a fost un om politic maghiar, ministru de interne și premier al Regatului Ungariei ca parte a Austro-Ungariei.